# Pseudomaenas alcidata
Pseudomaenas alcidata är en fjärilsart som beskrevs av Felder och Alois Friedrich Rogenhofer 1874. Pseudomaenas alcidata ingår i släktet Pseudomaenas och familjen mätare. Inga underarter finns listade.